# Aly Yazbeck Coulibaly
Aly Yazbeck Coulibaly, född 15 oktober 1998, är en burkinsk taekwondoutövare. 

## Karriär
I juli 2022 tog Coulibaly brons i 87 kg-klassen vid afrikanska mästerskapen i Kigali. I november 2023 tog han även brons i 87 kg-klassen vid afrikanska mästerskapen i Abidjan.